# دهستان شش‌طراز
دهستان شش‌طراز نام دهستانی از توابع بخش شش‌طراز شهرستان خلیل‌آباد در استان خراسان رضوی ایران است. براساس سرشماری سال ۱۳۹۵ جمعیت آن ۷٬۰۹۶ نفر (۲٬۲۸۶ خانوار) بوده است.

## روستاها
- ایرج‌آباد
- جابوز
- تکمار